# 문경휴게소
문경휴게소(Service Area, 聞慶休憩所))은 경상북도 문경시 유곡동에 위치한 중부내륙고속도로의 고속도로 휴게소이다. 양방향 모두 휴게소가 존재한다.주소는 창원 방향 휴게소의 주소는 경상북도 문경시 유곡동 중부내륙고속도로 173, 양평 방면은 경상북도 문경시 유곡동 중부내륙고속도로 174이다. 

## 시설
- 주차장
- 화장실
- 식당
- 매점
- 현금 자동 입출금기
- 브랜드매장 : 세븐일레븐
- 전기차충전소
- 정유소 : EX-OIL
- LPG충전소 : GS칼텍스
- 문경시 행복장터 로컬푸드
- 화물휴게소 : 화물자 고객쉼터 (샤워시설, 탈의실, 안마의자 등)

## 전후
- 점촌함창 나들목 ← 문경휴게소 ← 문경새재 나들목
- 선산 휴게소 ← 문경휴게소 ← 괴산휴게소